# دو کلمه حرف حساب
دو کلمه حرف حساب ستون طنزی در صفحه ۳ روزنامهٔ اطلاعات از کیومرث صابری فومنی بود. او اولین بار این ستون را در ۲۳ دی ماه ۱۳۶۳ نوشت و نام مستعار گل آقا را برای خود برگزید. این ستون که انتشارش تا ۱۳۶۹ ادامه داشت در زمان خود مهمترین مطالب طنز سیاسی در ایران بود.
تا سال ۱۳۶۷ که صادق خلخالی در نطقی در مجلس هویت او را افشا کرد، کسی از آن خبر نداشت. صابری در مصاحبه‌ای خامنه‌ای، سیدمحمود دعایی و جلال رفیع را مشوق گل آقا شدنش اعلام کرد. او بعداً چهار جلد از دو کلمه حرف حساب را به‌صورت کتاب منتشر کرد.
به نوشته روزنامه همشهری، «دو کلمه حرف حساب و طنز گل‌آقا آمیزه‌ای از انتقاد، تجاهل، انصاف، ادب، ایجاز، رندی، امیدبخشی، سازندگی و شادی‌آفرینی بود که با خلق شخصیت‌هایی همچون شاغلام، مش‌رجب، غضنفر، ممصادق و کمینه عیال ممصادق مشکلات و انتقادات مردم کشورش را به گوش مسؤولان می‌رساند.»